# Jim Steinman
Pour les articles homonymes, voir Steinman.
James Richard Steinman, dit Jim Steinman, né le 1er novembre 1947 à Hewlett et mort le 19 avril 2021 à Danbury, est un auteur-compositeur américain de musique rock et de comédies musicales.  

## Biographie
Il a écrit pour Meat Loaf (Bat Out of Hell, I'd Do Anything for Love (But I Won't Do That)), Céline Dion (qui a repris It's all coming back to me now en 1996) et Bonnie Tyler (Total Eclipse of the Heart, Holding Out for a Hero).
Il a publié un album solo Bad For Good en 1981 produit par Todd Rundgren.
Il est le compositeur de la musique de la comédie musicale crée à Vienne (Autriche) en 1997 : Le Bal des vampires (Tanz Der Vampire), inspiré du film éponyme de Roman Polanski.
Il est également le librettiste, parolier et compositeur de l'opéra rock Bat Out of Hell: The Musical, un projet qu'il concrétisera en 2017 après en avoir esquissé les grandes lignes en 1974.
Il meurt le 19 avril 2021 d'une insuffisance rénale, à l'âge de 73 ans.